# Södermanlands runinskrifter 171
Sö 171 är ett vikingatida runblock av diorit i Esta, Sättersta socken och Nyköpings kommun i Södermanland.
Runristningen som täcker en yta av 160 gånger 100 cm är gjort på ett tre gånger två meter brett och 2,4 meter högt flyttblock. Runhöjden är sex till nio cm. Blocket är starkt söndervittrat, särskilt i nedre delen där runinskriften till stor del saknas. Stenen är lagad med cement i flera sprickor. Blocket ligger intill en brant bergshöjd och ristningen vetter mot sydväst och den nu igenvuxna Sätterstasjön.

## Inskriften
Translitterering av runraden:
(i)nk(i)f(a)[s]tr · l[i](t) (h)(a)ku... st(a)...n · eftiʀ · sihuiþ · faþ-r · si[n · han · fial · i h]ul(m)[karþi · skaiþaʀ · uisi mi]þ · ski...ra
Normalisering till runsvenska:
Ingifastr let haggv[a] stæ[i]n æftiʀ Sigvið, fað[u]r sinn. Hann fioll i Holmgarði, skæiðaʀ visi með ski[pa]ra.
Översättning till nusvenska:
Ingefast lät hugga stenen efter Sigvid, sin fader. Han föll i Holmgård som skeppshövding med sitt skeppsfolk.
Holmgård är vikingarnas namn för Novgorod i Ryssland. Andra delen av inskriften utgörs av en halvvers på fornyrdislag.